# Ciudad de pobres corazones
Ciudad de pobres corazones es el cuarto álbum del músico y cantautor argentino Fito Páez, editado el 15 de junio de 1987. El autor del álbum dijo sobre el mismo: «[Es] Tal vez el disco que nunca quise escribir».
Un álbum de estilo violento, con melodías de pop/rock más bien pesadas y letras cargadas de impotencia y furia. Canciones como «De 1920» y «Ciudad de pobres corazones» describen en forma poética los sentimientos de ira del autor. Es conocido popularmente como el álbum más rabioso y oscuro de la carrera de Páez.

## Historia
Este disco fue ideado por Páez luego de recibir la noticia del asesinato de sus abuelas en la ciudad de Rosario. Crimen en el que la fiscalía incluso trató de implicarlo (como relata en su canción «Track track»). Páez se encontraba en Brasil cuando se enteró del asesinato, perpetrado por un compañero de escuela y frustrado músico, Walter De Giusti (1962-1998).
Acosado por los medios y preso de una terrible depresión, Páez huyó a Tahití, donde compuso casi todos los temas del disco. Producto de la situación que atravesaba, lo que surgió fue un álbum visceral, rabioso y violento, con un rock mucho más pesado y oscuro.

## Filmografía
Junto con el disco, se filmaron videoclips de todos los temas del álbum (a excepción de la intro «Pompa bye bye») a manera de capítulos que juntos conformaban un mediometraje. La historia se centra en una caja que es robada sucesivamente mientras Fito interpreta los temas del disco. En la película aparecen distintos personajes oscuros y misteriosos que se asesinan entre ellos para obtener la pequeña caja, la cual es sustraída inicialmente del camerino de Páez.

## Lista de canciones
| N.º   | Título                                | Duración |  |
| 1.    | «Pompa bye bye»                       | 1:23     |  |
| 2.    | «De 1920»                             | 3:27     |  |
| 3.    | «A las piedras de Belén»              | 3:37     |  |
| 4.    | «Fuga en tabú»                        | 5:39     |  |
| 5.    | «Gente sin swing»                     | 4:10     |  |
| 6.    | «Nada más preciado»                   | 4:18     |  |
| 7.    | «Ciudad de pobres corazones»          | 5:27     |  |
| 8.    | «Ámbar violeta»                       | 2:25     |  |
| 9.    | «Bailando hasta que se vaya la noche» | 4:11     |  |
| 10.   | «Dando vueltas en el aire»            | 4:24     |  |
| 11.   | «Track Track»                         | 4:51     |  |
| 44:01 |                                       |          |  |

## Músicos
- Fito Páez: Teclados, guitarras, voz y arreglos.
- Fabián Gallardo: Guitarras eléctricas, voz, secuenciador, programación del DDD1 Korg y arreglos.
- Tweety González: Teclados, midi patcher y arreglos.
- Fabián Llonch: Bajos y arreglos.
- Daniel Wirtz: Batería y arreglos.

### Músicos invitados
- Andrés Calamaro: coros en «De 1920», «Nada más preciado» y «Bailando hasta que se vaya la noche».
- Fabiana Cantilo: coros en «De 1920», «Nada más preciado» y «Bailando hasta que se vaya la noche», voz solista en «Nada más preciado».
- Viuda e Hijas de Roque Enroll: coros en «Track track».
- Gabriel Carámbula: guitarra solista en «Dando vueltas en el aire».
- Osvaldo Fattoruso: percusión en «De 1920», «A las piedras de Belén», «Nada más preciado», «Bailando hasta que se vaya la noche» y «Dando vueltas en el aire».
- Pablo Rodríguez: saxofón en «Fuga en tabú», «Bailando hasta que se vaya la noche» y «Dando vueltas en el aire».

## Datos técnicos
- Técnicos de grabación y mezcla: Mario Breuer y Mariano López.
- Producción de estudio: Fito Páez y Tweety González.
- Fotografía: Eduardo Martí
- Arte de tapa: Sergio Pérez Fernández
- Asistentes de grabación: Alejandro Avalis y Lucho Garutti.
- Mánager: Fernando Moya

## Versiones
Leo Caruso grabó una versión del tema Gente sin Swing en su álbum NOIR
- Datos: Q8346537